# De Zwaan (Ouddorp)
Korenmolen De Zwaan is een stellingmolen aan de Dorpsweg in Ouddorp op het eiland Goeree-Overflakkee, in de Nederlandse provincie Zuid-Holland. De molen werd in 1846 gebouwd ter vervanging van een veel kleinere standerdmolen. Deze standerdmolen werd afgebroken en verplaatst naar Brouwershaven. De Zwaan maalde tot 1975 op windkracht; daarna werd een elektromotor geplaatst die het spoorwiel aandreef. In 1981/1982 werd de molen grondig gerestaureerd en sindsdien kan er weer gemalen worden. De elektromotor is nog steeds aanwezig, maar doordat er geen krachtstroomaansluiting meer is, kan deze niet meer draaien. In de molen bevinden zich drie koppels maalstenen. Het sleepluiwerk is omgekeerd aangebracht ten opzichte van de meeste molens: de aandrijving vindt aan de onderzijde van de luitafel plaats.
De molen werd ook wel Loddersmolen genoemd, naar de familie Lodder die tot 1905 eigenaar was. Tussen 1905 en 1998 was de molen in bezit van de familie Pape. Sinds 1998 is De Zwaan eigendom van de Molenstichting Goeree-Overflakkee. In De Zwaan bevindt zich een klompenmuseum.
De molen en het klompenmuseum zijn te bezichtigen wanneer de molen draait (in de regel 's middags van dinsdag t/m zaterdag).
In Ouddorp bevindt zich nog een andere korenmolen, De Hoop.

## Foto's

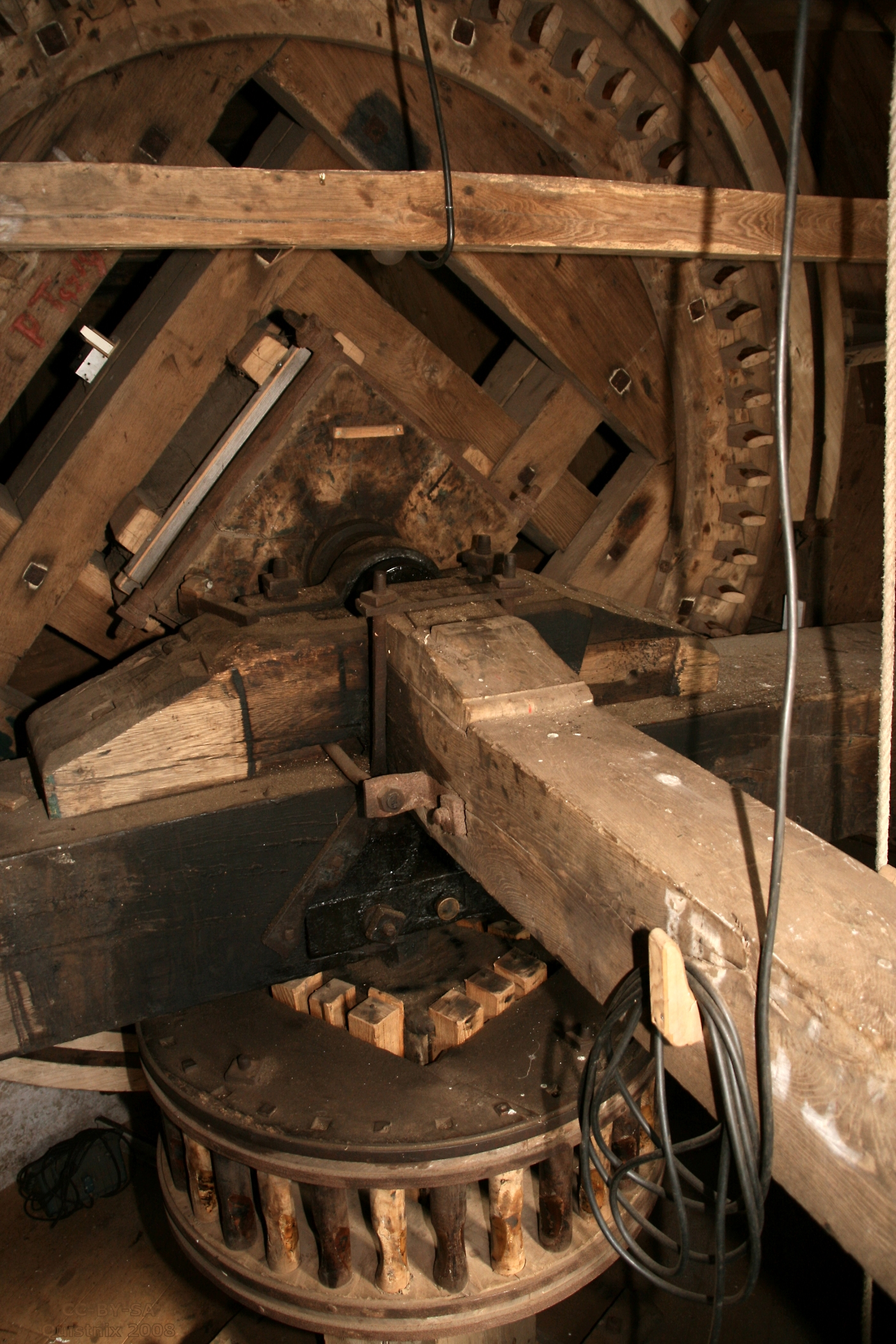
De korte bovenas loopt tot halverwege de kap
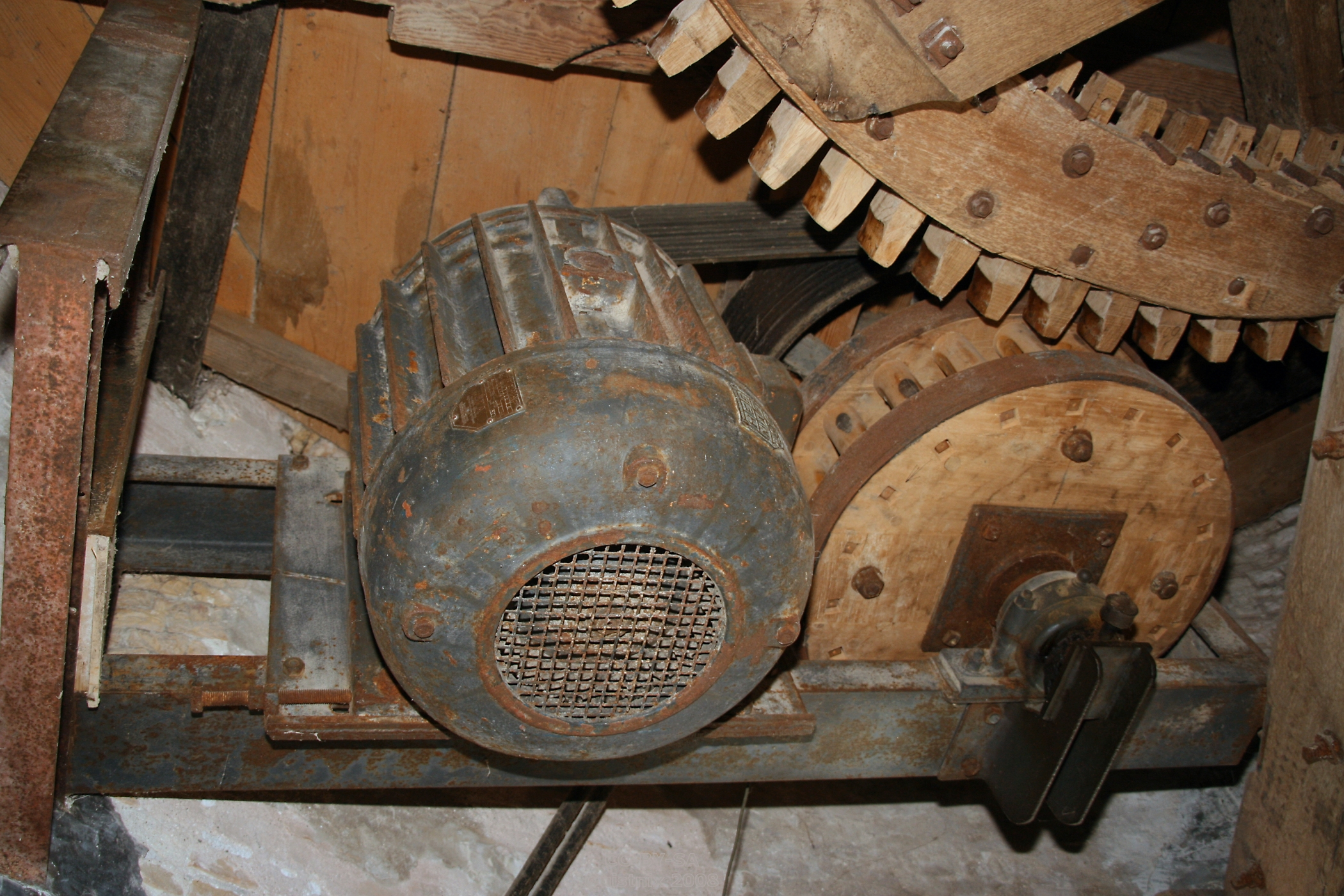
Elektromotor met overbrenging op het spoorwiel
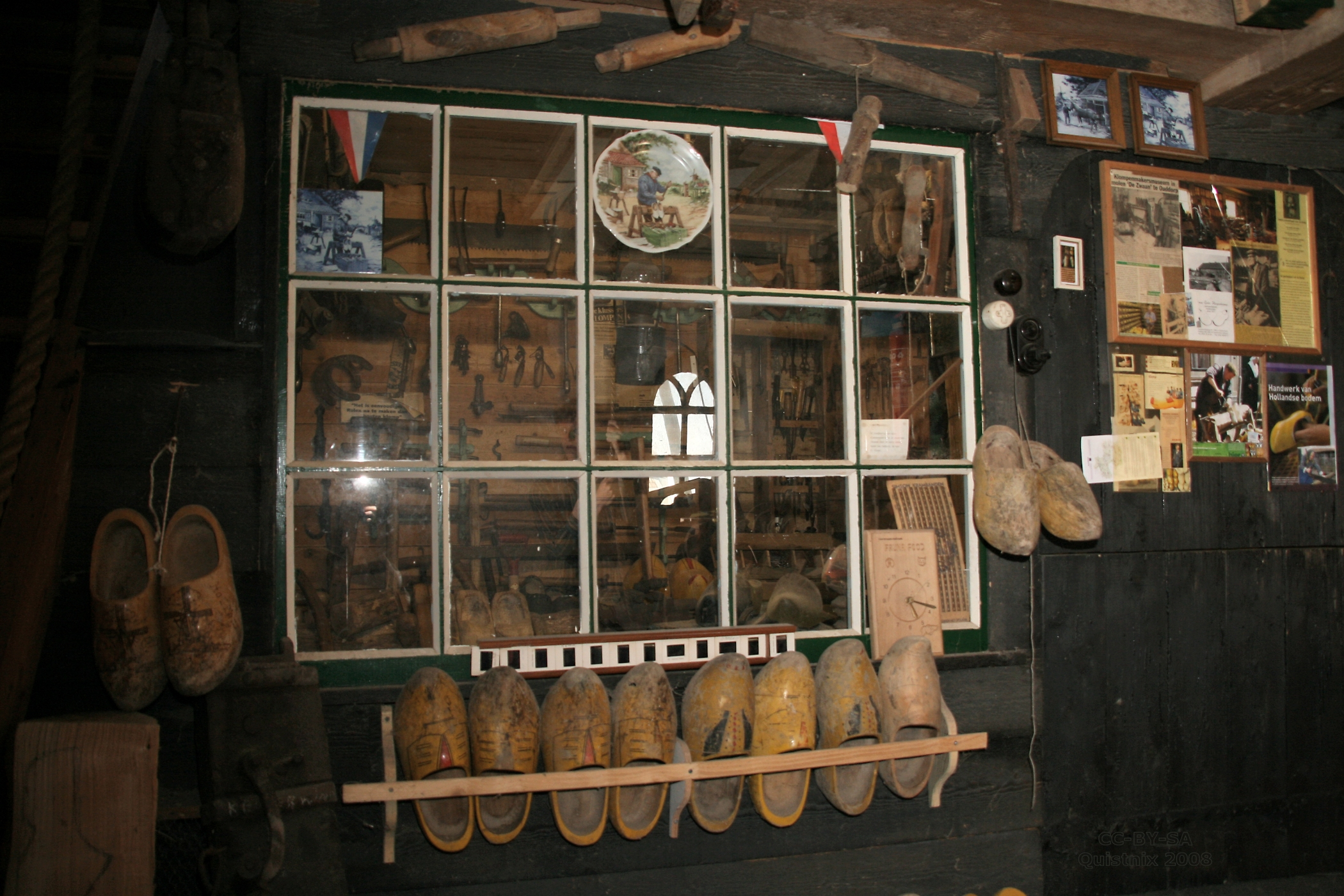
klompenmakerij
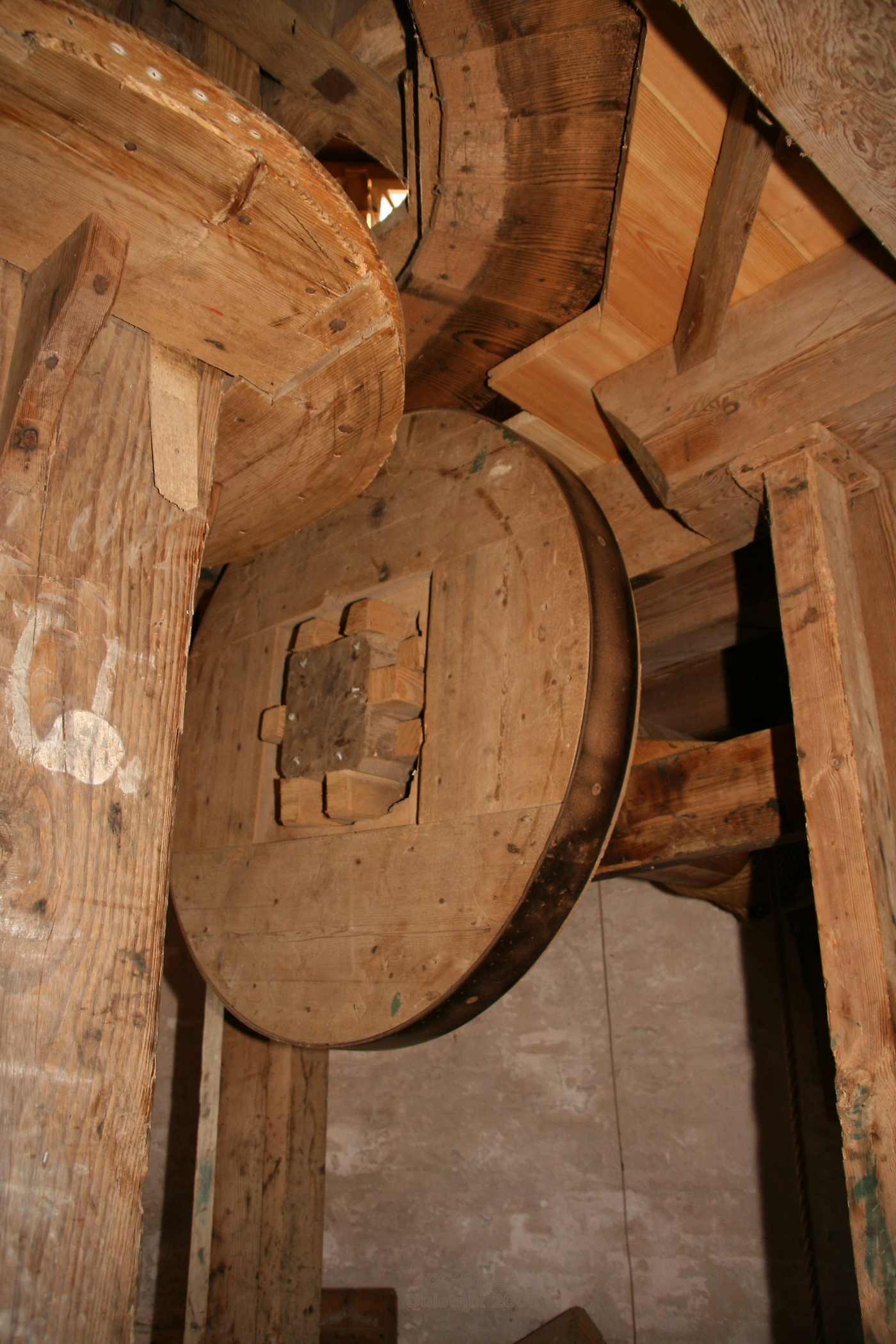
"Omgekeerde" luitafel
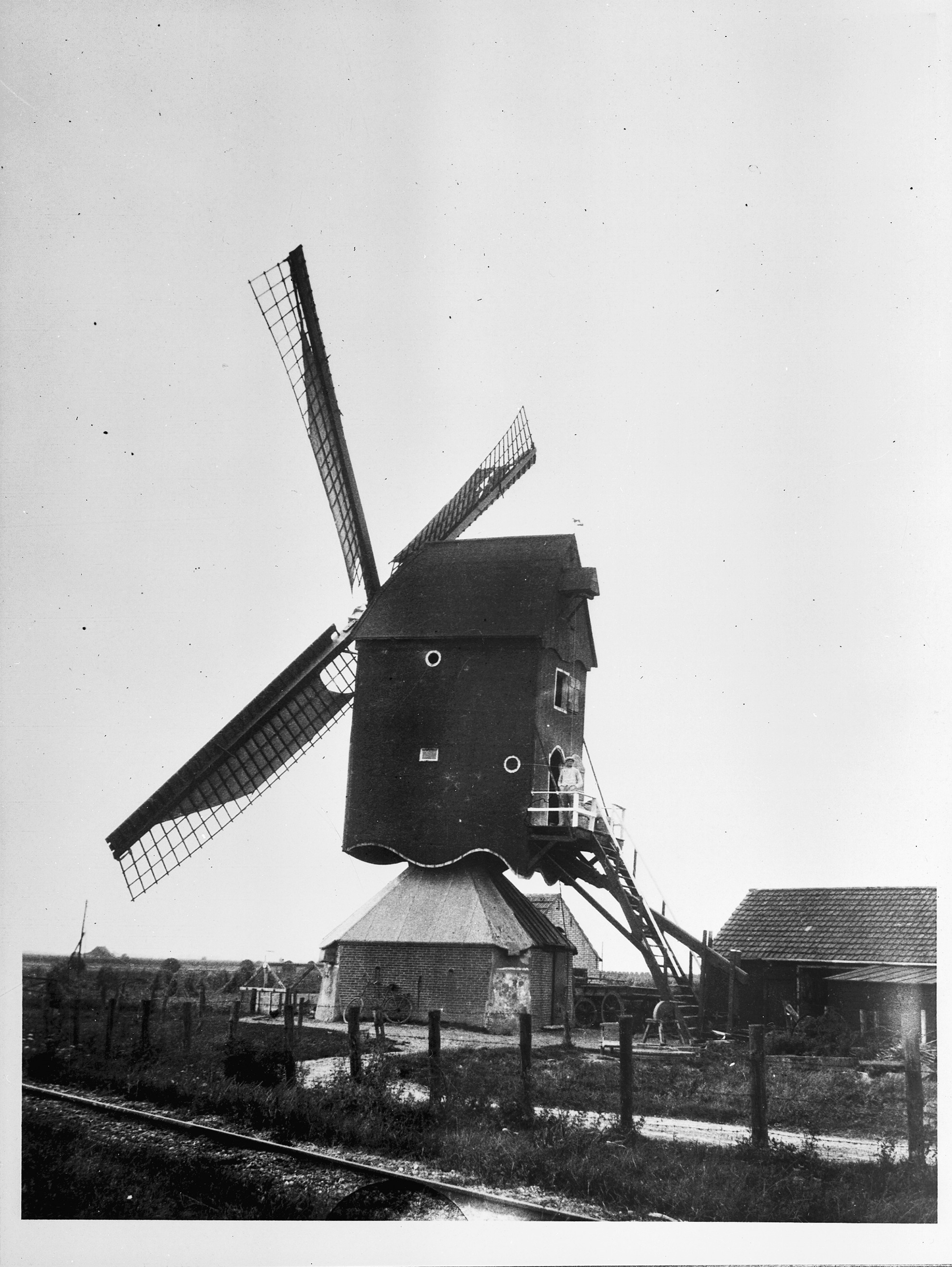
Standerdmolen Het Hert in Brouwershaven, de voorganger van De Zwaan

De Bommelaer ·
De Dankbaarheid ·
De Eendracht ·
De Hoop ·
De Korenbloem ·
d'Oranjeboom ·
De Korenaar ·
Korenlust ·
De Korenbloem ·
Windlust ·
Windvang ·
De Zwaan

Molenstichting Goeree-Overflakkee